# Болије (Пиј де Дом)
Болије (фр. Beaulieu) насеље је и општина у централној Француској у региону Оверња, у департману Пиј де Дом која припада префектури Исоар.
По подацима из 2011. године у општини је живело 408 становника, а густина насељености је износила 47,17 становника/km². Општина се простире на површини од 8,65 km². Налази се на средњој надморској висини од 398 метара (максималној 495 m, а минималној 382 m).

## Демографија
| 1962. | 1968. | 1975. | 1982. | 1990. | 1999. | 2011. |
| ----- | ----- | ----- | ----- | ----- | ----- | ----- |
| 390   | 400   | 406   | 403   | 399   | 402   | 408   |

График промене броја становника у току последњих година